# Juan Marina
Juan Marina Muñoz (Madrid, 24 de junio de 1863-Toledo, 9 de abril de 1911) fue un abogado, jurista, filósofo y escritor español.

## Biografía
Quizá emparentado con el republicano federal Aniceto Muñoz y Ramos, antiguo funcionario de la carrera judicial de las islas Filipinas con propiedades en Los Navalucillos que volvió enfermo de las islas a Murcia y murió en Toledo en 1881. Se doctoró en derecho y al parecer también en filosofía y letras, siendo condiscípulo y amigo de Miguel de Unamuno y miembro de la Academia Jurídica de Madrid, donde disertó en 1881. Opositó a cátedras de retórica y poética en varios institutos: Santiago de Compostela (1890); Valencia y Reus (1891) y Gijón (1893). Ya era profesor auxiliar numerario del Instituto de Toledo al menos desde 1895 y en ese lugar tenía fijada su residencia y ejercía la abogacía, pues estaba matriculado en su Colegio de abogados.
Opositó a la cátedra de historia general del derecho español vacante en la Universidad de Oviedo a fines de 1896 que obtuvo Rafael Altamira. En 1898 opositó a las Cátedras de Latín y Castellano de Tapia de Casariego (Asturias) y a las de retórica y poética en el Instituto San Isidro en Madrid y en los de Badajoz y Teruel sin obtener ninguna. En 1900 opositó a la de derecho natural de la Universidad de Valladolid y al fin logró en 1903 la cátedra de Psicología en el Instituto de Orense y en 1904 la de psicología, lógica y ética y rudimentos de derecho de Ciudad Real, donde imprimió algunas de sus obras. En 1909 fue nombrado catedrático del Instituto General y Técnico de Córdoba cuando ya era Correspondiente de la Real Academia de la Historia. Compuso e imprimió una Ética (1907) y una Lógica elemental (1908, 4.ª ed. y última), así como una Gramática latina compendiada y algunas otras obras sobre historia y geografía de Toledo, derecho y psicología. Nada satisfecho con su plaza en Córdoba, demasiado lejana de su querido Toledo, volvió en 1911 a la más próxima cátedra de Ciudad Real y murió en Toledo en su casa el 9 de abril de 1911. Fue enterrado en el cementerio de Nuestra Señora del Sagrario.
Es abuelo del filósofo y ensayista José Antonio Marina.

## Obra
- Un Recalcitrante. Comedia en un acto y en prosa. Madrid: 1882.
- Libro del elector, o sea, La ley del sufragio universal al alcance del pueblo con concordancias, comentarios jurisprudencia del Tribunal Supremo, división territorial electoral, formularios, aclaraciones y cuantas noticias son necesarias a los que hayan de intervenir en la elección de diputados a Cortes, ya como electores ó elegibles, ya como funcionarios públicos, etc. Madrid: Lib. de Fe, 1891.
- Nueva Guía de Toledo: Con un plano de la ciudad, otro de la Catedral y nomenclátor de las vías públicas, etc. Imprenta, librería y encuadernación de Menor hermanos (1892). Prólogo de José González de Tejada y plano realizado por Reinoso hijo. Hay una segunda edición de Toledo: Imprenta, Librería y Encuadernación Rafael Gómez-Menor, 1905.
- Toledo. Tradiciones, descripciones, narraciones y apuntes de la imperial ciudad, Barcelona: Juan Gili librero, 1898. Ilustraciones de Luis García Sampedro.
- Gramática latina compendiada, Toledo: Impr. y Librería de Menor Hermanos, h. 1900.
- Resumen de Psicología. Ciudad Real: Libr. de Ramón Clemente Rubisco, 1905, 4.ª ed., 175 pp.
- Nueva Geografía de Toledo (1905)
- Las direcciones de la psicología contemporánea, prólogo de Eduardo Sanz y Escartín, Madrid: Fernando Fé, 1906 / Ciudad Real: Imp. de Rubisco, 1906.
- Ética. Madrid: Librería de Fernando Fé y V. Suárez, 1907, 280 pp.
- Lógica elemental. Madrid: Fernando Fé / Victoriano Suárez, 1908, 4.ª ed. reformada.